# Panorpa taiwanensis
Panorpa taiwanensis är en näbbsländeart som beskrevs av Syuti Issiki 1929. Panorpa taiwanensis ingår i släktet Panorpa och familjen skorpionsländor. Inga underarter finns listade i Catalogue of Life.